# Этеньер
Этенье́р (фр. Éteignières) — коммуна во Франции, находится в регионе Шампань — Арденны. Департамент — Арденны. Входит в состав кантона Синьи-ле-Пети. Округ коммуны — Шарлевиль-Мезьер.
Код INSEE коммуны — 08156.
Коммуна расположена приблизительно в 190 км к северо-востоку от Парижа, в 105 км севернее Шалон-ан-Шампани, в 27 км к северо-западу от Шарлевиль-Мезьера.

## Население
Население коммуны на 2008 год составляло 456 человек.
| 1962 | 1968 | 1975 | 1982 | 1990 | 1999 | 2008 |
| ---- | ---- | ---- | ---- | ---- | ---- | ---- |
| 411  | 454  | 409  | 385  | 355  | 406  | 456  |

## Администрация
| Период | Период | Фамилия        | Партия | Должность |
| ------ | ------ | -------------- | ------ | --------- |
| 2001   | 2008   | Рене Лаллеман  |        |           |
| 2008   |        | Жан-Пьер Жарло |        |           |

## Экономика
В 2007 году среди 294 человек в трудоспособном возрасте (15—64 лет) 219 были экономически активными, 75 — неактивными (показатель активности — 74,5 %, в 1999 году было 67,6 %). Из 219 активных работали 202 человека (107 мужчин и 95 женщин), безработных было 17 (6 мужчин и 11 женщин). Среди 75 неактивных 29 человек были учениками или студентами, 19 — пенсионерами, 27 были неактивными по другим причинам.

## Фотогалерея

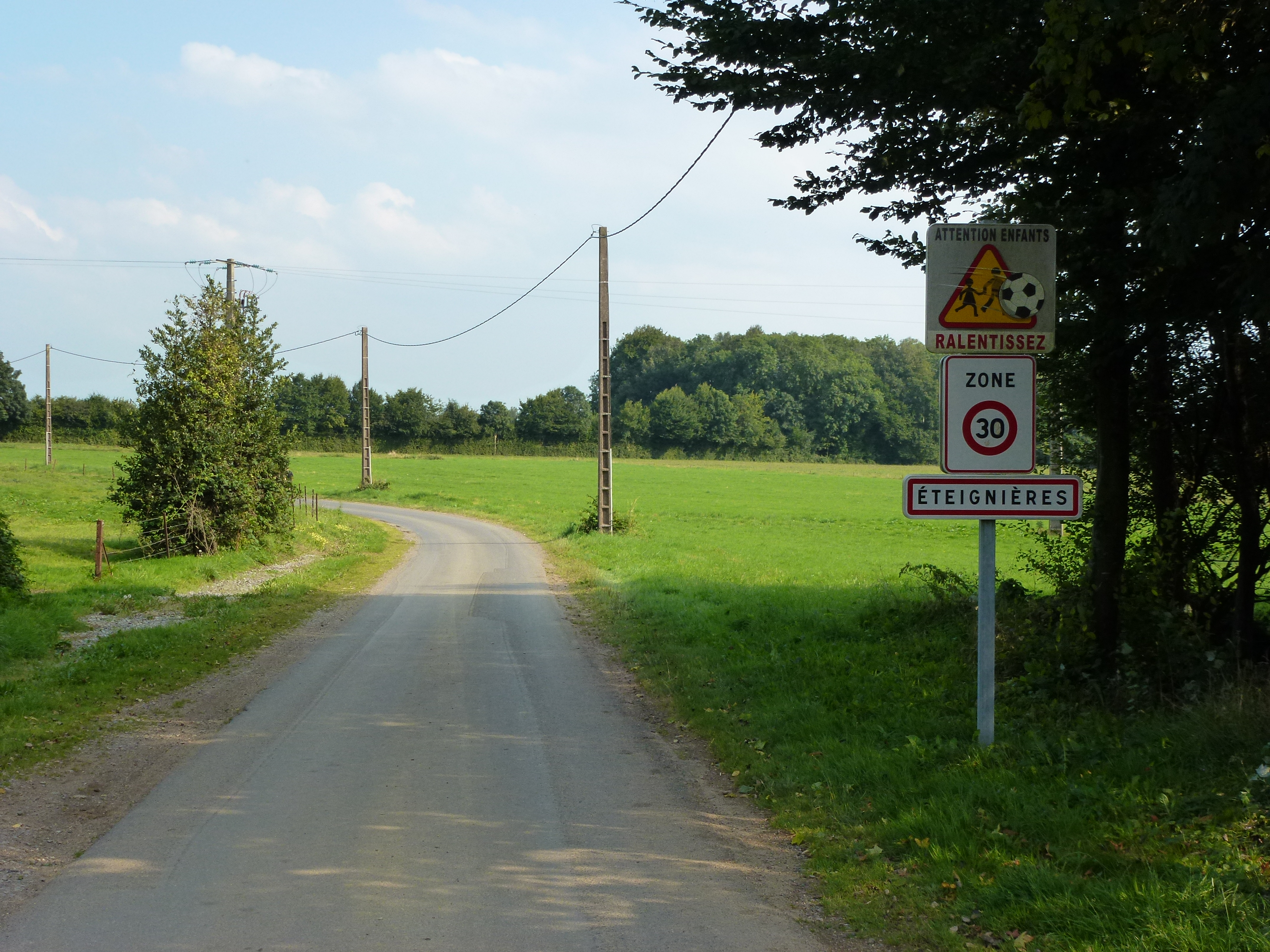
Въезд в Этеньер
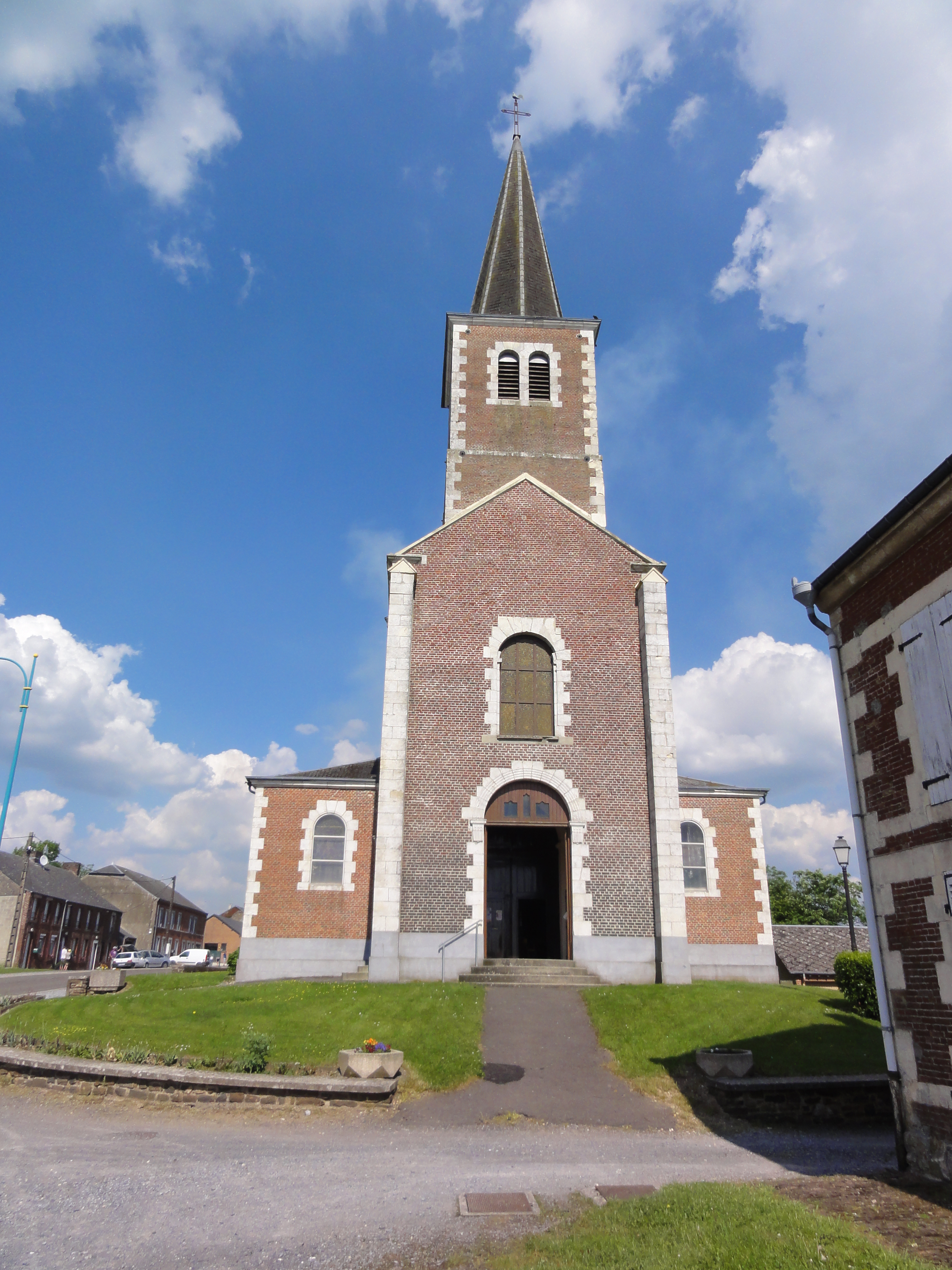
Церковь
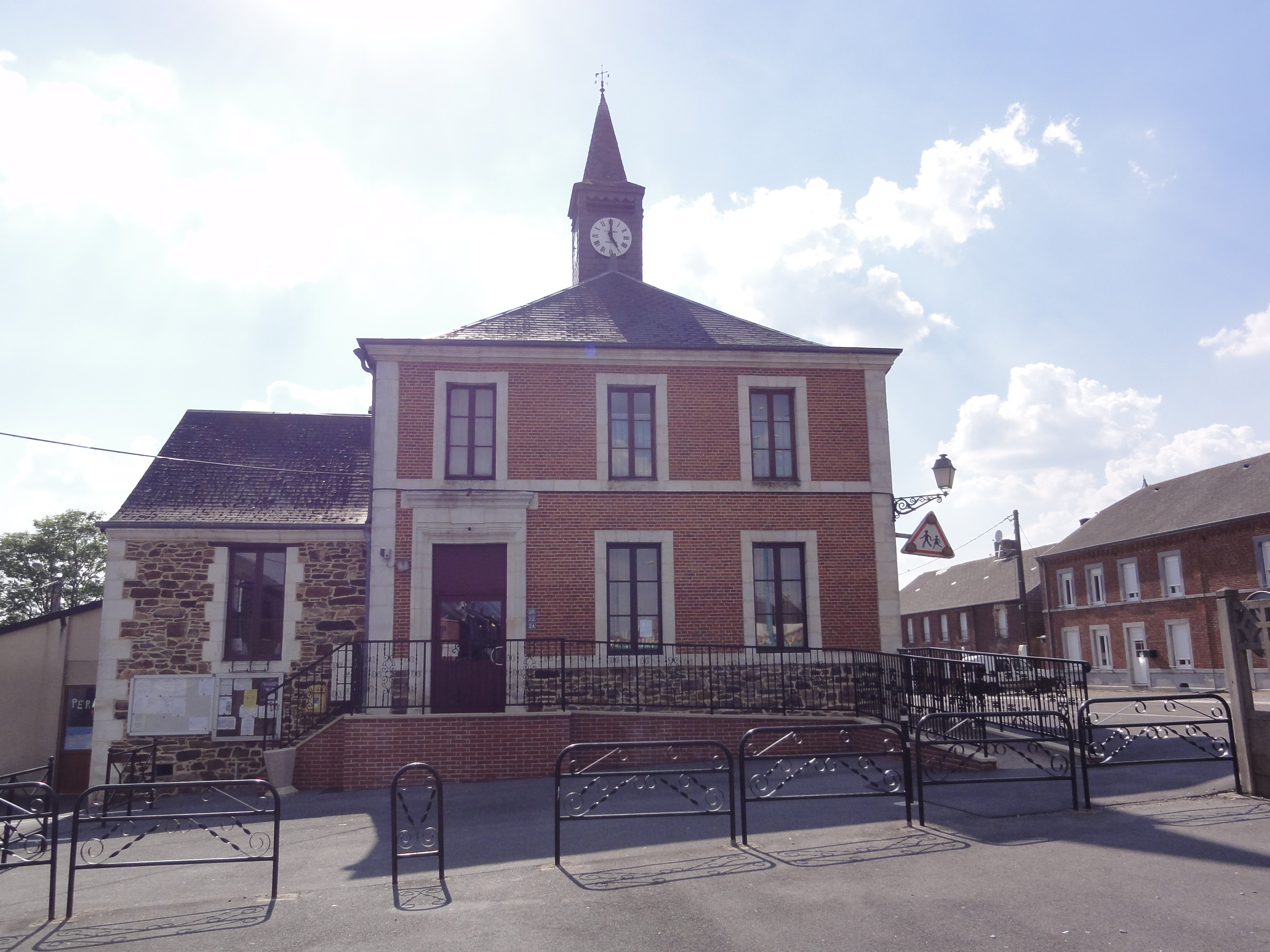
Школа
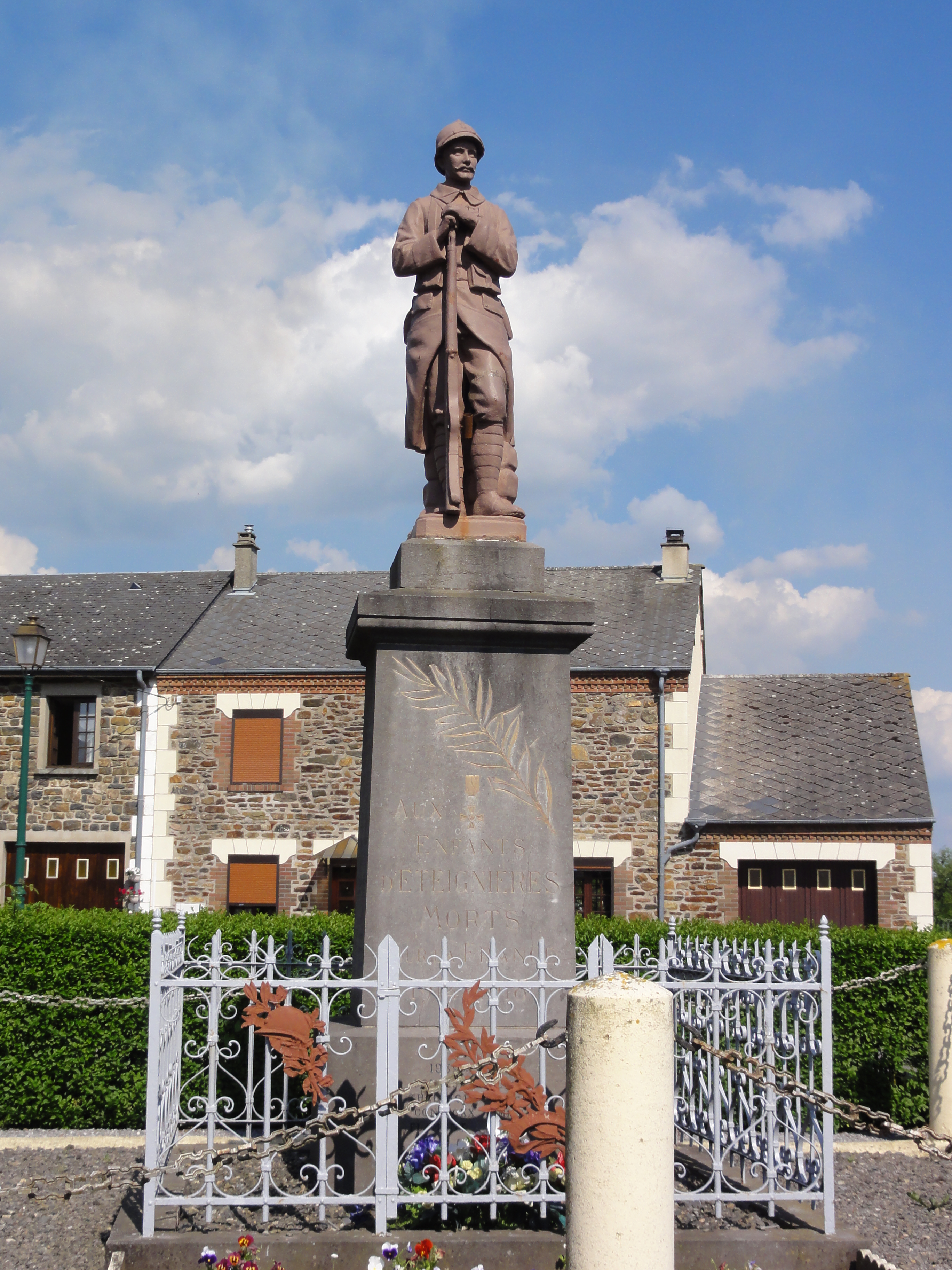
Памятник погибшим в Первой мировой войне